# 버러바시 얼베르트 라슬로
버러바시 얼베르트 라슬로(헝가리어: Barabási Albert-László, 1967년 3월 30일 ~)는 루마니아 태생의 헝가리 과학자이다. 그는 루마니아 부쿠레슈티에 있는 부쿠레슈티 대학교에서 물리학과 공학을 전공하였으며, 2002년 《링크 (책)》의 출간을 통해 네트워크 이론의 선구자로 불리게 되었다. 그는 과거 노터데임 대학교에서 에밀 T. 호프만 교수를 지냈고, 현재는 노스이스턴 대학교의 특훈교수이자 동 대학교의 컴플랙스 네트워크 리서치 센터(Center for Complex Network Research, CCNR) 소장이다. 그는 또한 하버드 대학교의 다나 파버 암 연구원에서 암 생물학 체계 연구소의 겸임연구원으로 재직중이다. 
버러바시는 1999년 학계에 척도 없는 네트워크의 개념을 소개하고 바라바시-알버트 모델을 제안했다. 그에 따르면, 이 모델은 휴대 전화에서 월드 와이드 웹, 온라인 커뮤니티에 이르기까지 자연, 기술, 사회 시스템 등에서 척도 없는 네트워크가 광범위하게 출현하는 것을 설명해준다.

## 같이 보기
- 네트워크 과학
- 링크 (책)(영어판)
- 버스트(Bursts: The Hidden Pattern Behind Everything We Do)
- 네이트 실버